# Leeuwarder Courant

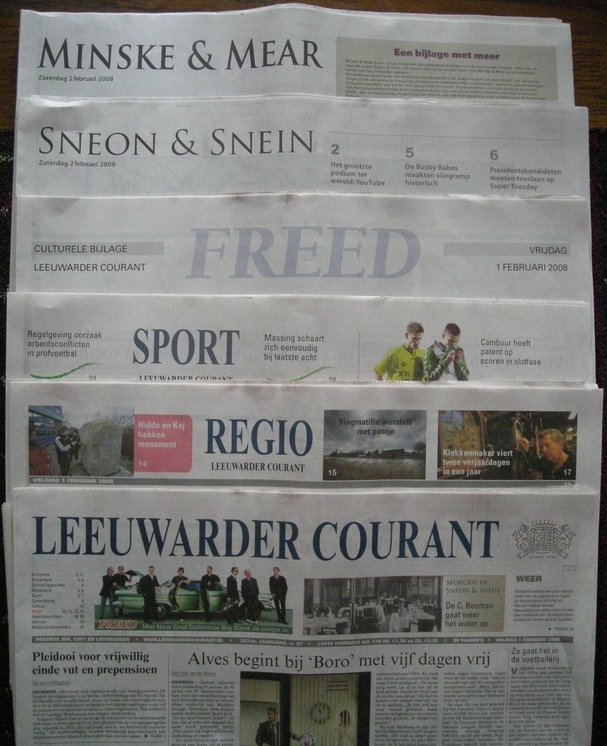
Leeuwarder Courant (Titelseite und Beilagen)

Der Leeuwarder Courant ist eine niederländische Regionalzeitung mit Redaktionssitz in Leeuwarden. Die Zeitung erscheint montags bis samstags im Broadsheet-Format. Herausgeber der Zeitung ist der Verlag NDC Mediagroep mit Hauptbüros in Leeuwarden und Groningen, bei dem auch das Dagblad van het Noorden erscheint. Die bezahlte Auflage betrug im ersten Quartal 2008 91.036 Exemplare. Chefredakteur ist Hans Snijder.

## Geschichte
Der Leeuwarder Courant erschien erstmals 1752 unter der Herausgeberschaft von Abraham Ferwerda und ist die älteste Zeitung der Niederlande, die noch mit dem originalen Namen erscheint. Bis 1757 erschien er nur samstags, anschließend auch donnerstags, bis er 1879 schließlich zur Tageszeitung wurde.
In ihrer Ausrichtung verfolgte die Zeitung einen strikt bürgerlichen Kurs, was schon mal dazu führen konnte, dass lokale Hungerunruhen des Jahres 1892 sich in der Zeitung nicht wiederfanden, da diese sich außerhalb des Wertesystems der Zeitung bewegten. Zu Anfang des 20. Jahrhunderts fand dennoch eine allmähliche Öffnung hin zu populäreren Themen statt; Strips, Reportagen, Feuilletonartikel kamen hinzu, bis in die 1930er Jahre wurden Interviews jedoch als zu intim erachtet. 
Während der deutschen Besatzung im Zweiten Weltkrieg verschärfte sich allmählich der Druck auf die Zeitung. Konnten bis Juni 1941 noch gewisse Freiheiten aufrechterhalten werden, so musste im September 1942 eine Zwangsfusionierung mit der Konkurrenzzeitung Leeuwarder Nieuwsblad unter dem Namen Friesche Courant und die Einsetzung eines den neuen Machthabern nahestehenden Chefredakteurs, der sich eine Wiederbelebung des Friesischen Nationalismus erhoffte, akzeptiert werden. Da der Leeuwarder Courant nach dem Krieg aufgrund der Entnazifizierung der niederländischen Presse noch nicht sofort wieder erscheinen konnte, schloss sich der Direktor der Zeitung mit den Machern der Untergrundzeitung Je Maintiendrai zusammen und gab mit diesen de Leeuwarder Koerier heraus. Je Maintiendrai hatte ursprünglich auf ein Verbot der Leeuwarder Courant gehofft, um freie Bahn zu bekommen, als sich herausstellte, dass dieser wieder erscheinen konnte, wurde Je Maintiendrai in eine Stiftung umgewandelt und Anteilseigner der Zeitung. Die Stiftung existiert bis heute.
Im Vergleich mit anderen (über)regionalen Zeitungen der Niederlande hat der Leeuwarder Courant seit dem Jahrtausendwechsel nicht ganz so stark an Auflage verloren. Marcel Broersma, Autor einer als Buch veröffentlichten Promotion über die Zeitung (siehe Abschnitt „Weiterführende Literatur“), sieht den dauerhaften Erfolg der Leeuwarder Courant in einem sorgfältigen journalistischen Stil und der Kontinuität begründet.
In Zusammenarbeit mit „Tresoar“, einem Zentrum für friesische Geschichte und Literatur, wurde ein digitales Archiv aller Zeitungen seit der Erstausgabe von 1752 erstellt. Zu ihrer Geschichte während der deutschen Besatzung im Zweiten Weltkrieg veröffentlichte die Zeitung eine kostenpflichtige CD-ROM und eine daran gekoppelte Website, in der sie mit Material aus dieser Zeit einen genauen Einblick geben will, dieses Projekt trägt den Namen De pers draaide door (Die Presse machte weiter).

## Sonstiges
- Am 12. Juni 2001 erschien erstmals eine Ausgabe, die vollständig in westfriesischer Sprache gehalten war. Der Zeitung lag eine niederländische Übersetzung als Beilage bei.

## Verwendete Literatur
- Jan van de Plasse: Kroniek van de Nederlandse dagblad- en opiniepers / samengesteld door Jan van de Plasse. Red. Wim Verbei, Otto Cramwinckel Uitgever, Amsterdam 2005, ISBN 90-75727-77-1. (niederländisch; frühere Ausgabe: Jan van de Plasse, Kroniek van de Nederlandse dagbladpers, Cramwinckel, Amsterdam 1999, ISBN 90-75727-25-9)

## Weiterführende Literatur
- Marcel Broersma: Beschaafde vooruitgang. De wereld van de Leeuwarder Courant 1752-2002., Friese Pers Boekerij, Leeuwarden 2002